# Veprichlamys perillustris
Veprichlamys perillustris is een tweekleppigensoort uit de familie van de Pectinidae. De wetenschappelijke naam van de soort is voor het eerst geldig gepubliceerd in 1925 door Tom Iredale.